# Museo civico di zoologia di Roma
Il Museo civico di zoologia di Roma, situato in una zona limitrofa al Bioparco, raccoglie la tradizione delle collezioni naturalistiche romane attive presso le corti papali sin dal 1790 e quindi del gabinetto di zoologia dell'Università Pontificia.
Venne fondato nel 1932 ed oggi fa parte del sistema dei Musei in Comune.
Le collezioni del Museo civico di zoologia hanno un grande valore scientifico con materiali unici in Italia e in Europa. Di notevole importanza è la sezione ornitologica.
Il museo, che è ricompreso nell'elenco dei Musei scientifici di importanza nazionale del Ministero per la Università e la Ricerca Scientifica, ospita collezioni entomologiche, malacologiche, osteologiche, ornitologiche, erpetologiche, ittiologiche e relative ai mammiferi per oltre quattro milioni di esemplari.
Il museo possiede un patrimonio di circa 5 milioni di esemplari conservati, che vanno dalle conchiglie di Molluschi di pochi millimetri alla balenottera di 16 metri. Tali collezioni derivano in parte da una convenzione con l'allora Regia Università di Roma (oggi “La Sapienza”) che raccoglievano anche le prestigiose raccolte dell'Archiginnasio Pontificio, in parte dalle donazioni fatte dopo la sua istituzione. Tuttavia la maggior parte di questo immenso patrimonio viene custodito in particolari magazzini, ed è a disposizione dei ricercatori che facciano richiesta per studiarli oppure viene esposto in particolari occasioni. Il museo rappresenta dunque un vero e proprio archivio della biodiversità, oltre che un patrimonio per tutta la comunità. 
Il tema conduttore alla base del nuovo percorso espositivo è la biodiversità nel mondo animale. Attraverso le sale di amori bestiali, vivere al limite, la barriera corallina, le zone umide della campagna romana, la collezione Arrigoni degli Oddi di uccelli, i mammiferi, gli anfibi e i rettili, fino allo scenografico salone degli scheletri, utilizzando anche strumenti multimediali e multisensoriali, i visitatori potranno conoscere le diverse forme animali e capirne l'origine e gli adattamenti a molteplici tipi di ambiente.
Spiccano tra le collezioni di malacologia i circa 3 milioni di pezzi del Marchese di Monterosato, che comprende anche la collezione del Brugnone.